# Вулиця Олександра Борисенка
Ву́лиця Олександра Борисенка — одна з центральних вулиць міста Рівне. Починається від вул. Соборної проходить біля Європейської площі та закінчується, поруч з Краєзнавчим музеєм, вулицею Драгоманова.

## Історія
Вулиця, як і площа, представляли собою болото, що оточувало напівкруглою «каблучкою» колишнє Ровенське реальне училище (тепер Краєзнавчий музей). У 1958 році були розпочаті масштабні роботи зі змін рівня річки Усті, два рукава якої тягнулися в бік сучасного поштамту, що на розі Соборної і Міцкевича та сучасної вулиці імені Симона Петлюри й проспекту Миру. За деякими відомостями побутує думка про наявність підземних ходів які облаштувались мешканцями дотичної вулиці Шкільної у XVIII-XVIIII ст.
Рішенням сесії Рівненської міської ради від 8 липня 2022 року № 2136 «Про перейменування вулиць, площі та найменування скверу в місті Рівному» вулицю Короленка перейменовано у вулицю Олександра Борисенка, на честь учасника АТО, який героїчно загинув 1 вересня 2014 року захищаючи суверенітет та територіальну цілісність України.

## Об'єкти

### Парк Молоді «Лебединка»
Знаходиться парк Лебединка між Рівненською обласною універсальною науковою бібліотекою та Краєзнавчим музеєм (на перетині вулиць Замкова, Драгоманова та Борисенка). Створений 1970-х рр. на цьому місці у XVIII ст. був палацово-парковий ансамбль князів Любомирських, який розміщувався на острові, з'єднуючись із вул. Замковою підйомним мостом. Поруч із розкішним палацом були сади, різні надвірні будівлі, пороховий погріб. В післявоєнний час парк частково відновили і спочатку назвали Комсомольським, але в народі прижилася назва «Лебедине озеро», оскільки на маленькому ставку в центрі парку живуть лебеді. На зиму лебедів забирають в зоопарк, а в теплу пору року вони радують мешканців та гостей міста.

### Об'єкти поруч
- Алея ковальських скульптур
- Торговий центр Злата Плаза[2]
- Вулиця Драгоманова

### Пам'ятний знак загиблим у локальних війнах
Пам'ятник (воїнам-афганцям) з'явився в місті 1999 року. Автори — скульптори Микола Сівак у співавторстві з Володимиром Пєтуховим. Архітектори Віктор Бичківський та Олександр Ткачук.

### Алея кованих скульптур
11 травня 2014 року на День матері в парку Молоді відкриттям скульптури «Даринка» започатковано створення Алеї кованих скульптур. Наразі алея складається з п'ятьох скульптур — янгола Даринки, каруселі «Дитячі пустощі», фігури героя-вогнеборця «Пожежний з врятованою дитиною», Металевого серця та скульптури, названої «Життєві цінності».
Диво-Даринку виготовив рівненський коваль Роман Велігурський. Працював над своїм витвором рік. Важить скульптура 800 кілограмів, а заввишки — 3 метри. У її волосся вплетені півсотні прикрас, які виготовили ковалі-учасники фестивалю «Металеве серце» з різних куточків України. Поруч із дівчинкою Даринкою на алеї своє місце зайняла півторатонна скульптура, названа «Дитячі пустощі». Висота скульптури 6,5 метри. Це робота Артема Вольського з міста Славута. Викувана вона у формі каруселі, нагорі якої тримаються за яблуко крилаті хлопчик та дівчинка.
7 травня 2015 року на алеї кованих скульптур в рамках відзначення 150-ї річниці створення пожежної охорони обласного центру урочисто відкрили нову фігуру «Пожежний з врятованою дитиною». Виготовив її для громади міста коваль Артем Вольський.
27 серпня 2015 році алея кованих скульптур поповнилася новою роботою Артема Вольського, названою «Життєві цінності». ЇЇ ідея — все в наших руках; що несемо, те й маємо, що тримаємо, те й проростає. В основі скульптури велетенські долоні, з яких проростає символічне дерево, на якому є 7 основних цінностей: любов, духовність, мир, милосердя, час, достаток та сім'я. Робота — заввишки 4 метри, а важить майже 3 тонни. У 2015 році скульптура «Металеве Серце», яка була встановлена в центрі міста біля торгового центру «Прем'єр» теж була перенесене на алею кованих скульптур в парку Молоді. Скульптура виконана у вигляді великого серця. Сорок одне невелике серце, виконане у різних ковальських техніках, прикрашає цю скульптуру.
- У 2016 році на алеї з'явилася скульптура «Мова риб».
- У 2017 — «Химерна балерина».
- У 2018 році алея доповнилася відразу 12 скульптурами — знаками зодіаку. Ці скульптури часто руйнують[3], на них неодноразово травмувалися діти